# コバシガン

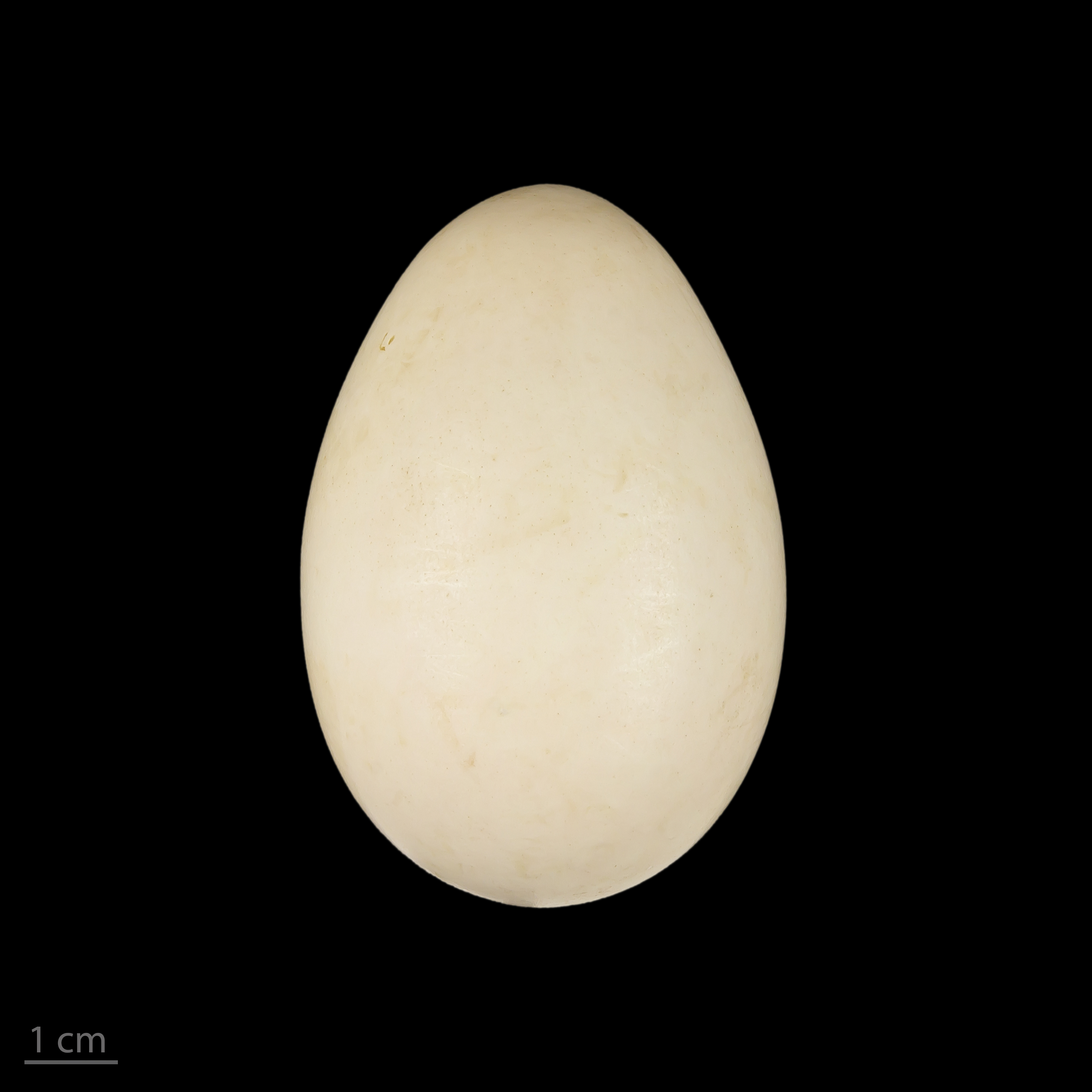
Chloephaga poliocephala

コバシガン （学名：Chloephaga poliocephala）は、カモ目カモ科に分類される鳥類の一種。

## 分布
南アメリカ

## 形態
全長50-55cm。

## 絶滅危惧評価
- LEAST CONCERN (IUCN Red List Ver. 3.1 (2001))
[1]

## 参照・注釈
1. ↑  Chloephaga poliocephala  (Species Factsheet by BirdLife International)